# Jurij Mielentjew
Jurij Sierafimowicz Mielentjew (ros. Юрий Серафимович Мелентьев, ur. 25 kwietnia 1932 w Kysztymie, zm. 17 grudnia 1997 w Moskwie) – radziecki działacz państwowy.

## Życiorys
W latach 1944–1950 był kursantem szkoły wojskowej, następnie studiował na Wydziale Historyczno-Filologicznym Uralskiego Uniwersytetu Państwowego, na którym później był aspirantem, 1954–1956 pełnił funkcję I sekretarza Oktiabrskiego Rejonowego Komitetu Komsomołu w Swierdłowsku. Miał stopień kandydata nauka filozoficznych. Od 1955 należał do KPZR, w latach 1956–1961 był redaktorem gazety „Na smienu!” w Swierdłowsku, od 1961 kierownikiem Sektora Prasy KC Komsomołu, potem do 1965 dyrektorem wydawnictwa „Mołodaja Gwardija”. W latach 1965–1971 był zastępcą kierownika Wydziału Kultury KC KPZR, od 1971 do lutego 1974 I zastępcą przewodniczącego Państwowego Komitetu Rady Ministrów ZSRR ds. wydawnictw, poligrafii i handlu książkami, od 28 lutego 1974 do 14 lipca 1990 ministrem kultury RFSRR i jednocześnie przewodniczącym Centralnej Rady Wszechrosyjskiego Towarzystwa Ochrony Pomników Historii i Kultury, następnie przeszedł na emeryturę. Został pochowany na Cmentarzu Nowodziewiczym.

## Odznaczenia
- Order Rewolucji Październikowej
- Order Czerwonego Sztandaru Pracy (dwukrotnie)
- Order „Znak Honoru”
- Order Przyjaźni Narodów
- Order Świętego Księcia Daniela Moskiewskiego III klasy

I ordery zagraniczne.